# Dystrykt Gujranwala
Gujranwala (urdu: ضِلع گُوجرانوالا, Gudźranwala (trb.)) – dystrykt w Pakistanie, położony w prowincji Pendżab. Siedzibą administracyjną dystryktu jest Gudźranwala.